# Стационе (Венеција)
Стационе је насеље у Италији у округу Венеција, региону Венето.
Према процени из 2011. године у насељу је живело 156 становника. Насеље се налази на надморској висини од 4 m.